# Gäddtjärnen (Älvdalens socken, Dalarna, 677540-139228)
Gäddtjärnen är en sjö i Älvdalens kommun i Dalarna och ingår i Dalälvens huvudavrinningsområde.